# Mistrzostwa Europy Juniorów w Boksie 1972
Mistrzostwa Europy juniorów w boksie 1972 − 2. edycja mistrzostw Europy juniorów. Rywalizacja miała miejsce w Bukareszcie. W turnieju mogli wziąć udział tylko zawodnicy z Europy. Rywalizacja odbywała się w jedenastu kategoriach wagowych a trwała od 3 do 10 lipca.

## Medaliści
| Kategoria wagowa                | Złoto                   | Srebro               | Brąz                                   |
| Waga papierowa (-48 kg)         | Alexandru Turei         | Asen Nikołow         | Dragan Petrović Władysław Zasypko      |
| Waga musza (-51 kg)             | Dinu Condurat           | Eduard Dubowski      | Peter Gluck Reiner Langer              |
| Waga kogucia (-54 kg)           | Wasilij Sołomin         | Marin Lazăr          | Jan Stanisławski Ove Lundby            |
| Waga piórkowa (-57 kg)          | Walerij Lwow            | Stanisław Osetkowski | Patrick Christ Wiktor Tuszew           |
| Waga lekka (-60 kg)             | Simion Cuțov            | Bozidar Varić        | Alfred Cichowlas Imre Schmick          |
| Waga lekkopółśrednia (-63,5 kg) | Krzysztof Pierwieniecki | József Harmath       | Siegfried Vogelreuter Władimir Simonow |
| Waga półśrednia (-67 kg)        | Aleksandr Zorow         | Walenty Wójcik       | Jeff Gale Damian Cimpoeșu              |
| Waga lekkośrednia (-71 kg)      | Nicolae Babescu         | Tibor Csizmadia      | Roger Maxwell Aleksandar Popović       |
| Waga średnia (-75 kg)           | Wiaczesław Lemieszew    | Poul Knudsen         | David Odwell Radoslav Žunjanin         |
| Waga półciężka (-81 kg)         | Władimir Mironiuk       | Miloslav Popović     | Reinhold Meissner Georgi Stoimenow     |
| Waga półciężka+ (+81 kg)        | Michaił Subotin         | Bernd August         | Ludwig Empl Ion Ruicu                  |